# Błękitnik górski
Błękitnik górski (Sialia currucoides) − gatunek małego ptaka z rodziny drozdowatych (Turdidae), zamieszkujący Amerykę Północną. Nie wyróżnia się podgatunków. Nie jest zagrożony.
Odgłos nawoływania przypomina delikatne fju, śpiew wysokie tyrlikanie czer czer.
Błękitnik górski jest jednym z symboli stanów: Idaho oraz Nevada.

## Morfologia
Osobnik dorosły waży ok. 30 g, osiągając długość od 16 do 20 cm. Błękitniki górskie odznaczają się jasnym ubarwieniem podbrzusza i czarnymi oczami. Dorosłe samce mają cienkie dzioby, turkusowo-niebieskie upierzenie, jaśniejące od spodu. Dorosłe samice są szare, z ciemnymi niebieskimi skrzydłami i ogonem. Jesienią podgardla i piersi samic uzyskują zabarwienie czerwono-pomarańczowe. Ich boki pokrywa wówczas upierzenie brązowawe, które kontrastuje z bielą spodniej strony ogona.

## Występowanie
Gatunek ten jest ptakiem migrującym. Zimę spędza w Meksyku, w południowo-zachodnich i południowo-środkowych Stanach Zjednoczonych, resztę roku na zachodnich terenach Stanów Zjednoczonych i Kanady, aż po Alaskę. Osobniki z północy migrują na południe obszaru swojego występowania. Osobniki żyjące na południu zasiedlają wciąż te same tereny. Część populacji migruje w okresach zimowych na tereny położone niżej. Typowym środowiskiem występowania gatunku są łąki i hale położone powyżej 1500 m n.p.m.

## Odżywianie
Ptaki te odżywiają się owadami, na które polują, nurkując nagle z powietrza. Odżywiają się też owocami. Mogą też, szczególnie w okresie zimowym, całym stadem polować na koniki polne. Błękitniki zaglądają do karmników, w których znajdują żywy pokarm w postaci robaków, jagody czy orzeszki.

## Rozmnażanie
Środowiskiem, w którym gniazdują błękitniki górskie, są otwarte tereny na zachodzie Ameryki Północnej, wraz z terenami górskimi, aż po Alaskę. Budują gniazda w istniejących zagłębieniach bądź w budkach lęgowych. Tworzą związki monogamiczne. Samce śpiewają, siedząc na bezlistnych gałęziach. Ma to miejsce w godzinach porannych, zaraz po wschodzie słońca. To zazwyczaj samice budują gniazdo. Jajka są barwy jasnoniebieskiej, bez plam, czasami białe. Jednorazowo w gnieździe wysiadywanych jest od 4 do 5 jaj. Wysiadywanie trwa do 14 dni. Po wykluciu młode pozostają w gnieździe ok. 21 dni. Oboje rodzice opiekują się potomstwem.

## Status
Międzynarodowa Unia Ochrony Przyrody (IUCN) uznaje błękitnika górskiego za gatunek najmniejszej troski (LC – least concern) nieprzerwanie od 1988 roku. Liczebność światowej populacji szacuje się na około 6 milionów dorosłych osobników. Trend liczebności populacji uznawany jest za wzrostowy. Wzrost liczby osobników zawdzięcza się przygotowywaniu budek lęgowych przez właścicieli ziemskich w Stanach Zjednoczonych. Istniało niebezpieczeństwo drastycznego zmniejszenia się populacji w wyniku działalności rolniczej człowieka.